# Discographie de Miss A
Ceci est la discographie du girl group sud-coréen miss A qui est constituée de deux albums studios, trois mini-albums et de huit singles.

## Albums

### Albums studios
| Titre                                                                                       | Détails de l'album                                                                                                 | Meilleures positions | Meilleures positions | Meilleures positions | Ventes                                     |
| Titre                                                                                       | Détails de l'album                                                                                                 | KOR                  | TWN                  | TWN East Asian       | Ventes                                     |
| ------------------------------------------------------------------------------------------- | --- | -------------------- | -------------------- | -------------------- | ------------------------------------------ |
| A Class                                                                                     | - Date de sortie : 18 juillet 2011 - Label : AQ/JYP Entertainment - Formats : CD, téléchargement numérique         | 9                    | 16                   | 3                    | - COR: Plus de 31 885 - JPN: Plus de 3 048 |
| Hush                                                                                        | - Date de sortie : 6 novembre 2013 - Labels : JYP Entertainment, KT Music - Formats : CD, téléchargement numérique | 2                    | 20                   | 2                    | - COR: Plus de 11 700                      |
| "—" montre qu'aucun classement n'a été atteint ou que ce n'est pas sorti dans cette région. | |                      |                      |                      |                                            |

### Extended plays
| Titre                                                                                       | Détails | Meilleures positions | Meilleures positions | Meilleures positions | Meilleures positions | Ventes                                     |
| Titre                                                                                       | Détails | KOR                  | JPN                  | TWN                  | TWN East Asian       | Ventes                                     |
| ------------------------------------------------------------------------------------------- | --- | -------------------- | -------------------- | -------------------- | -------------------- | ------------------------------------------ |
| Touch                                                                                       | - Date de sortie : 20 février 2012 - Label : AQ/JYP Entertainment - Formats : CD, téléchargement numérique | 2                    | —                    | 16                   | 8                    | - COR: Plus de 21 613 - JPN: Plus de 1 334 |
| Independent Women Part III                                                                  | - Date de sortie : 15 octobre 2012 - Label : AQ/JYP Entertainment - Formats : CD, téléchargement numérique | 4                    | 175                  | —                    | 15                   | - COR: Plus de 13 153 - JPN: Plus de 1 375 |
| Colors                                                                                      | - Date de sortie : 30 mars 2015 - Label : JYP Entertainment - Formats : CD, téléchargement numérique       | 3                    | —                    | —                    | —                    | - COR: 10 570                              |
| "—" montre qu'aucun classement n'a été atteint ou que ce n'est pas sorti dans cette région. | |                      |                      |                      |                      |                                            |

### Single albums
| Titre                                                                                       | Détails | Meilleure position | Ventes        |
| Titre                                                                                       | Détails | KOR                | Ventes        |
| ------------------------------------------------------------------------------------------- | --- | ------------------ | ------------- |
| Bad But Good                                                                                | - Date de sortie : 1er juillet 2010 - Label : AQ/JYP Entertainment - Formats : CD, téléchargement numérique  | 6                  | - COR: 14 564 |
| Step Up                                                                                     | - Date de sortie : 27 septembre 2010 - Label : AQ/JYP Entertainment - Formats : CD, téléchargement numérique | 6                  | - COR: 8 306  |
| "—" montre qu'aucun classement n'a été atteint ou que ce n'est pas sorti dans cette région. | |                    |               |

## Singles
| Titre                                                                                       | Année | Meilleures positions | Meilleures positions | Meilleures positions | Ventes (Téléchargement numérique) | Album                      |
| Titre                                                                                       | Année | KOR                  | KOR Hot 100          | US World             | Ventes (Téléchargement numérique) | Album                      |
| ------------------------------------------------------------------------------------------- | ----- | -------------------- | -------------------- | -------------------- | --------------------------------- | -------------------------- |
| "Bad Girl Good Girl"                                                                        | 2010  | 1                    | —                    | —                    | - COR: Plus de 3 119 784          | A Class                    |
| "Breathe"                                                                                   | 2010  | 2                    | —                    | —                    | - COR: Plus de 2 022 169          | A Class                    |
| "Love Alone"                                                                                | 2011  | 6                    | —                    | —                    | - COR: Plus de 960 969            | A Class                    |
| "Good Bye Baby"                                                                             | 2011  | 1                    | 5                    | 3                    | - COR: Plus de 3 474 821          | A Class                    |
| "Touch"                                                                                     | 2012  | 2                    | 2                    | 6                    | - COR: Plus de 2 666 595          | Touch                      |
| "I Don't Need a Man"                                                                        | 2012  | 3                    | 4                    | 5                    | - COR: Plus de 1 682 818          | Independent Women Part III |
| "Hush"                                                                                      | 2013  | 5                    | 4                    | 4                    | - COR: Plus de 937 503            | Hush                       |
| "Only You"                                                                                  | 2015  | 1                    | —                    | 6                    | - COR: Plus de 1 003 725          | Colors                     |
| "—" montre qu'aucun classement n'a été atteint ou que ce n'est pas sorti dans cette région. |       |                      |                      |                      |                                   |                            |

## Autres chansons classées
| Titre                          | Année | Meilleure position | Album                      |
| Titre                          | Année | KOR                | Album                      |
| ------------------------------ | ----- | ------------------ | -------------------------- |
| "Step Up"                      | 2010  | 34                 | A Class                    |
| "Blankly"                      | 2010  | 39                 | A Class                    |
| "Play That Music DJ"           | 2010  | 41                 | A Class                    |
| "One to Ten" (하나부터 열까지) | 2011  | 11                 | A Class                    |
| "Help Me"                      | 2011  | 28                 | A Class                    |
| "Mr. Johnny"                   | 2011  | 48                 | A Class                    |
| "Break It"                     | 2011  | 65                 | A Class                    |
| "Love Again"                   | 2011  | 92                 | A Class                    |
| "Good Bye Baby" (Silver Mix)   | 2011  | 154                | A Class                    |
| "No Mercy"                     | 2012  | 20                 | Touch                      |
| "Lips"                         | 2012  | 44                 | Touch                      |
| "Over U"                       | 2012  | 52                 | Touch                      |
| "Rock N Rule"                  | 2012  | 60                 | Touch                      |
| "Touch" (Newport Mix)          | 2012  | 132                | Touch                      |
| "Ma Style"                     | 2012  | 109                | Independent Women Part III |
| "If I Were A Boy"              | 2012  | 114                | Independent Women Part III |
| "Time's Up"                    | 2012  | 128                | Independent Women Part III |
| "Madness"                      | 2012  | 142                | Independent Women Part III |
| "Love Is U"                    | 2013  | 66                 | Hush                       |
| "Come Tonight" (놀러와)        | 2013  | 115                | Hush                       |
| "Hide & Sick"                  | 2013  | 135                | Hush                       |
| "Spotlight"                    | 2013  | 137                | Hush                       |
| "(Mama) I'm Good"              | 2013  | 145                | Hush                       |
| "Like U"                       | 2013  | 155                | Hush                       |
| "One Step"                     | 2015  | 64                 | Colors                     |
| "Stuck"                        | 2015  | 70                 | Colors                     |
| "Love Song"                    | 2015  | 41                 | Colors                     |
| "I Caught Ya"                  | 2015  | 95                 | Colors                     |

## Vidéographie

### Clips vidéos
| Année | Clip                      | Longueur |
| ----- | ------------------------- | -------- |
| 2010  | Love Again (chinese ver.) | 4:14     |
| 2010  | Love Again (korean ver.)  | 4:07     |
| 2010  | Bad Girl, Good Girl       | 3:50     |
| 2010  | Breathe                   | 3:44     |
| 2011  | Love Alone                | 3:39     |
| 2011  | Good-Bye Baby             | 5:32     |
| 2012  | Touch                     | 4:19     |
| 2012  | I Don't Need a Man        | 3:51     |
| 2013  | Hush                      | 3:35     |
| 2015  | Only You                  | 3:22     |